# Арзу, Кутбеттин
Кутбеттин Арзу (тур. Kutbettin Arzu; 1 апреля 1955, Диярбакыр — 30 августа 2023, Ялова) — турецкий политик. Член партии справедливости и развития. В 2007—2011 являлся депутатом парламента, с 28 августа по 17 ноября 2015 года занимал должность министра сельского хозяйства.

## Биография
Родился 1 апреля 1955 года в селении Бахтери близ Диярбакыра. Окончил факультет архитектуры и проектирования Черноморского технического университета. Затем получил там же степень магистра. Занимал должность главного архитектора в 15-м региональном управлении строительных работ, позднее открыл собственную компанию. Является почётным лектором университета Диджле, возглавляет диярбакырскую палату архитекторов.
Являлся членом диярбакырского отделения общества красного полумесяца, фонда культуры и солидарности, а также ряда других объединений.

### Политическая карьера
Член партии справедливости и развития, в 2007 году был избран от неё членом парламента. В 2011 году был назначен заместителем министра сельского хозяйства. В 2009 году баллотировался в мэры Диярбакыра, но проиграл кандидату от партии демократического общества Осману Байдемиру.
С 28 августа по 17 ноября 2015 года занимал должность министра сельского хозяйства. Для этого ему пришлось на время выйти из ПСР, так как министром на тот момент мог стать только беспартийный кандидат.
Скончался 30 августа 2023 года на 69-м году жизни.